# Rhothonemys
Rhothonemys is een geslacht van uitgestorven pleurodire schildpadden dat werd ontdekt in het Paleogeen van Marokko. 

## Naamgeving
Het geslacht bestaat uitsluitend uit de typesoort Rhothonemys brinkmani in 2006 benoemd door Eugene S. Gaffney, Tong Haiyan en Peter Andre Meylan. De geslachtsnaam is afgeleid van het Griekse woord ῥώθων (rhothon) 'neus' en emys, 'zoetwaterschildpad', en verwijst naar de enorme centrale neusopening. De soortaanduiding brinkmani eert de paleontoloog Donald Brinkman.
Rhothonemys werd vermoedelijk ontdekt in het Ouled Abdoun-bekken van Marokko, in afzettingen die dateren uit het Paleogeen. Dit is niet zeker want het stuk werd betrokken van de illegale fossielenhandel. Het is bekend van het holotype AMNH 30521, een gedeeltelijke schedel, zonder het verhemelte en basicranium, en een onderkaak, deel van de collectie van het American Museum of Natural History.

## Beschrijving
Verschillende onderscheidende kenmerken werden vastgesteld, uniek voor de Bothremydidae. Het neusgat is groter dan bij alle bekende verwanten. Het bovenkaaksbeen is hoger en langer. De voorste helft van de schedel is proportioneel hoger. De buitenste richel op het verhemelte is dik in dwarsdoorsnede met een breed gekromd buitenvlak en een iets hol binnenvlak.

## Fylogenie
Rhotonemys werd in de Taphrosphyini geplaatst, als zustertaxon van een klade bestaande uit Phosphatochelys + Ummulisani.